# Bergkanarie
De bergkanarie (Crithagra burtoni; synoniem: Serinus burtoni) is een zangvogel uit de familie Fringillidae (vinkachtigen).

## Verspreiding en leefgebied
Deze soort telt 4 ondersoorten:
- C. b. burtoni: zuidoostelijk Nigeria, zuidwestelijk Kameroen en Bioko.
- C. b. tanganjicae: van het westelijke deel van Centraal-Angola, oostelijk Congo-Kinshasa tot westelijk Oeganda, westelijk Rwanda en westelijk Burundi.
- C. b. kilimensis: oostelijk Oeganda, zuidwestelijk Kenia en westelijk Tanzania.
- C. b. albifrons: oostelijk Kenia.